# 梁素瑛
梁 素瑛（ヤン·ソヨン、朝鮮語: 양소영、1971年 4月30日 - ）は、大韓民国の弁護士。

## 学歴
- 1990年、 大成女子高等学校（朝鮮語版）卒業
- 1994年、 梨花女子大学校 法学科